# شقوبية
شِقُوبية أو شكوبية هي مدينة في إسبانية في منطقة حكم ذاتي تقع في منطقة قشتالة وليون وتبعد عن مدريد حوالي 30 دقيقة في القطار السريع. يبلغ عدد سكان المدينة حوالي 56,660 نسمة.
تعد المدينة معلما سياحيا مطلوب للسياح، اعترف بالمدينة كموقع للتراث العالمي بفضل ثلاثة مواقع موجودة بها:
قصر شقوبية، قناة المياه في شقوبية، كاتدرائية شقوبية.

## تاريخها
المدينة عرفت في البداية كمدينة سلتية وسكنها أيضا الرومان والقوطيون والموريين. في نهاية العصورالوسطى عرفت شقوبية فترة من الازدهار حيث ان المدينة كبرت، وأصبح بها صناعة صوف قوية جدا، وتطور بها فن معماري قوطي. ملوك قشتالة اتخذوها مقرا لهم، بينهم ايزابيلا الاولى والتي نصبت كملكة قشتالة في شقوبية.
بعد انتقال السلطة السياسية والاقتصادية إلى مدريد بدأت شقوبية وسائر مدن قشتالية تفقد ازدهارها وبدأ عدد السكان بالانخفاض بها. في القرن 18 كانت هناك محاولات لاحياء المدينة، ولكن لم تنجح.إحدى تلك المحاولات كانت في عام 1764 باقامة الأكاديمية للمدفعية في شقوبية والتي كانت الأكاديمية العسكرية الأولى في إسبانيا. في عام 1808 احتل المدينة الجيش الفرنسي في ما عرف حينها بحرب الاستقلال الأسبانية.من القرن 19 وحتى النصف الأول من القرن 20 شهدت شقوبية انتعاشا دموغرافيا واقتصاديا.

## قناة مياه شقوبية
قناة مياه شقوبية (Aqueduct of Segovia) هو الرمز الأشهر في شقوبية. اقيمت على ايدي الرومان في القرن الثاني. عندها تم سحب مياه «النهر البارد» (Río Frío) من مسافة 18 كم إلى شقوبية.بمرور الزمن اقسام كثيرة من القناة لم تصمد ولكن القسم الأخير منها في مدخل المدينة الرئيسي ما زال قائما وبه 166 قوسا و 17 عامودا بطبقتين. حتى يخلد الرومان انفسهم بني لجانبه تمثال للذئبة التي ارضعت راموس ورومولوس مؤسسي روما.

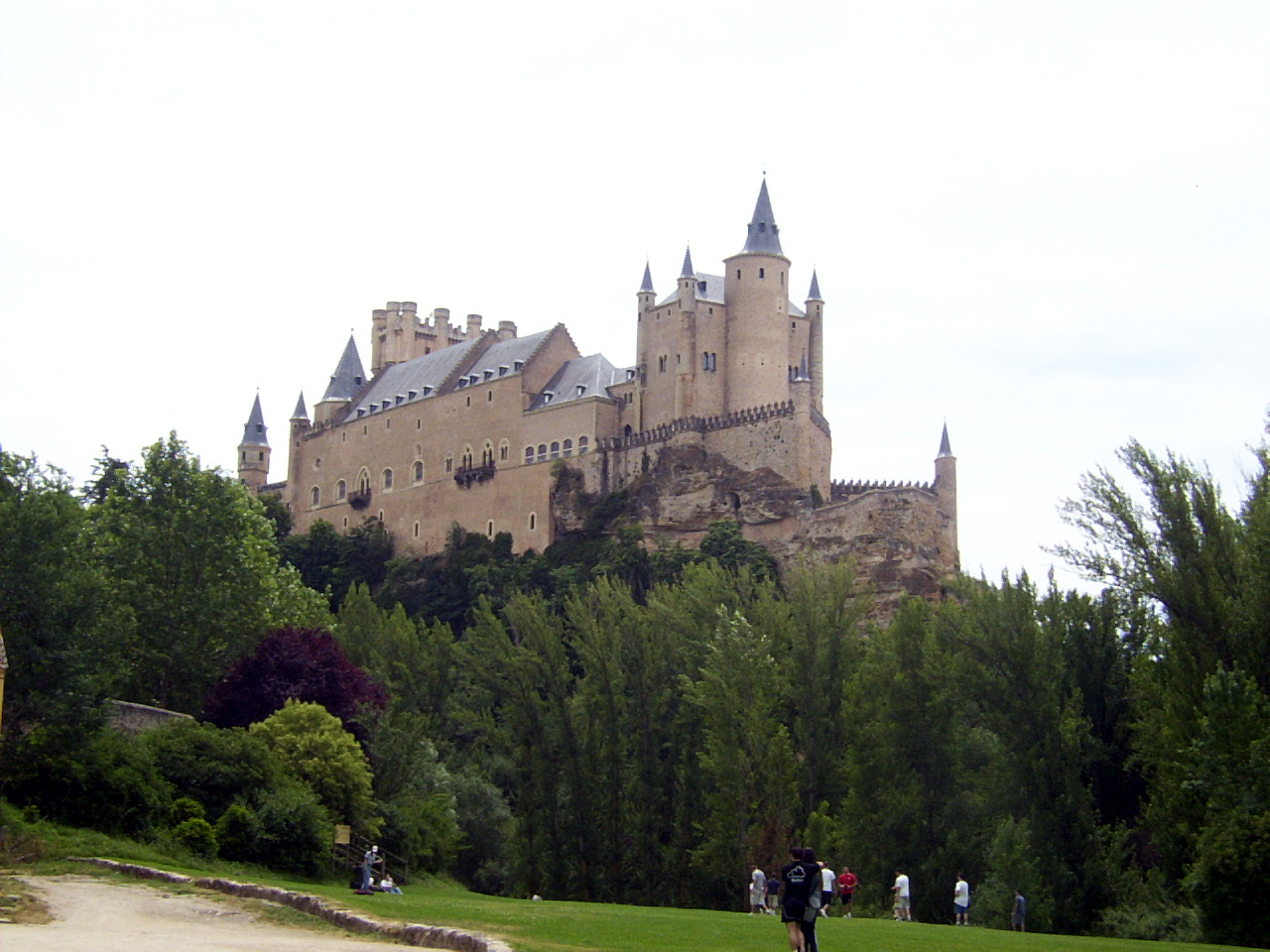
قصر شقوبية

## توأمة
لشقوبية اتفاقيات توأمة مع كل من:
- إدنبرة
- ميريزفيل
- توسان
- تور
- Gangdong District [الإنجليزية]‏

## أعلام
- إيزابيلا كلارا يوجينيا
- دانييل زولواغا
- برينغيلا ملكة قشتالة
- فرانسيسك فيسنت
- ألبار هانس